# Navette d'hiver
Brassica rapa 'subsp.' oleifera '('DC.')' Metzg. forma biennis
Pour les articles homonymes, voir Navette (plante).
Forme
Classification phylogénétique
La navette d'hiver (Brassica rapa subsp. oleifera forma biennis) est une variété de plante herbacée annuelle de la famille des Brassicaceae. C'est une des deux variétés de la navette.
C'est une sorte de chou cultivé comme fourrage et oléagineux, comme le colza fourrager, ou engrais vert. 
Sa culture est en déclin en France, bien que selon une récente étude de l'INSEE, la consommation de ce produit a nettement augmenté ces trois dernières années, pour atteindre un total de 1,3 kg par français et par an[réf. nécessaire]. Elle est à l'origine d'hybrides agricoles plus répandus comme le colza.